# Pacaembu (bairro de São Paulo)
O Pacaembu é um bairro nobre dos distritos da Consolação (administrado pela Prefeitura Regional da Sé) e de Perdizes (administrado pela Prefeitura Regional da Lapa), nas Zonas Oeste e Central do município de São Paulo, em São Paulo. Limita-se com os bairros da Barra Funda, Perdizes, Sumaré, Higienópolis e Cerqueira César.
Tem como principal via a Avenida Pacaembu, a qual faz a ligação do bairro com a região da Barra Funda e Marginal Tietê, e também com a região da Avenida Paulista. É servido pela Linha 2-Verde do metrô na Estação Clínicas e será servido com uma estação da Linha 6 do Metrô de São Paulo.

## História
Sua história remonta ao século XVI, quando a Sesmaria do Pacaembu foi doada aos jesuítas por Martim Afonso de Sousa. Na época, os jesuítas a subdividiram em Pacaembu de Cima, Pacaembu do Meio e Pacaembu de Baixo. Os religiosos resolveram catequizar os índios da região. Para tal fim, estabeleceram-se em várias aldeias da região. Uma delas situava-se próxima dum riacho que sofria inundações frequentemente. Era o paã-nga-he-nb-bu, ou seja, Pacaembu, que, na língua indígena tupi, significa "atoleiro" ou "terras alagadas".
Outra interpretação etimológica do termo, no entanto, aponta para o significado "rio dos pacamãos (Lophiosilurus alexandri)", através da junção dos termos tupis paka'mu (pacamão) e  'y (rio).
Segundo o tupinólogo Eduardo de Almeida Navarro, no entanto, "Pacaembu" é oriundo da língua tupi antiga, com o significado de "córrego das pacas", através da junção de paka (paca) e 'yemby (córrego).
Como a maioria dos bairros paulistanos, formou-se do loteamento de diversas propriedades rurais originadas com os jesuítas. Uma delas era o Sítio do Pacaembu. Com o passar dos anos, o sítio isolado coberto por vegetação foi subdividido em pequenas chácaras majoritariamente cultivadoras de chá.
Entre o bairro de Pinheiros, Perdizes e do futuro Pacaembu, foi criado, em 04 de junho de 1887, o Cemitério do Araçá, importante necrópole do município. Abriga os mausoléus da elite paulistana, com forte presença de famílias pertencentes à oligarquia cafeeira, notada nos túmulos e esculturas com influências do catolicismo. O lugar abriga também muitas capelas. Em seus 222 mil m² o cemitério tem alguns ilustres do futebol enterrados ali: os jogadores Dener Augusto de Sousa da Portuguesa e Félix Mielli Venerando, goleiro do Brasil na Copa de 1970, e o técnico da Seleção Brasileira em 1958 e 1966, Vicente Feola.
No ano de 1912, a empresa inglesa City of São Paulo Improvements and Freehold Company Limited adquiriu terrenos na cidade. Uma dessas áreas seria o futuro bairro do Pacaembu. A empresa anunciava a criação de bairros baseados nos princípios básicos da garden-city, causando alvoroço entre os paulistanos. O projeto do bairro começou cercado por desafios devido ao terreno acidentado. Conta-se que os empregados da Cia. City usavam um burro de carga para explorar a região, e o caminho traçado pelo animal foi demarcado e desenhado nas plantas. Esse método artesanal resultou em um ambicioso plano urbanístico, mais tarde aprimorado por Barry Parker, com ruas sinuosas, grandes terrenos e áreas ajardinadas. O projeto era tão avançado que a Câmara Municipal inicialmente não sabia como julgá-lo, resultando em um embargo. Em 1925, o conceito foi finalmente aprovado, adotando o padrão da cidade-jardim, já experimentado na região dos Jardins, com restrições de altura para as residências e ocupação do terreno. Com a aprovação dos  loteamento e a urbanização da região. As primeiras modificações na região foram a canalização do ribeirão Pacaembu, a formação da primeira via do bairro, a Avenida Pacaembu, além da drenagem e aterramento de grandes áreas.
| “ | … bairro mais belo e aristocrático de São Paulo, orgulho da capital paulista. | ” |

O bairro do Pacaembu assenta-se sobre o Vale do Ribeirão Pacaembu entre as altas encostas onde se localizam, atualmente, os bairros de Higienópolis e Perdizes. A sua implantação se deu a partir de 1925, quando a Companhia City começou a urbanizar 998.130 m², fazendo o arruamento, traçando os lotes e colocando-os à venda. Em 1941, a City adquiriu mais 400.000 m² da Irmandade da Santa Casa de Misericórdia de São Paulo. A primeira medida foi drenar os terrenos inundáveis e canalizar o ribeirão onde está assentada a larga e arborizada Avenida Pacaembu. Foram executados também trabalhos de terraplenagem com cortes e aterros para amenizar a declividade das encostas do vale. O adensamento no bairro aconteceu por volta de 1930, depois da construção do Estádio do Pacaembu pela prefeitura.
O bairro foi projetado de acordo com o modelo cidade-jardim, através de ruas de traçado sinuoso, grandes terrenos e áreas ajardinadas, sendo um bairro-jardim. Houve, também, melhorias em eletricidade, rede de água e esgoto. Dez anos mais tarde, houve uma intensa divulgação para a venda de terrenos recém-criados. Vale ressaltar que o poder público colaborou com algumas dessas benfeitorias. O bairro atraiu ricos comerciantes, industriais e barões de café, e começaram a surgir casarões construídos por sob a supervisão da companhia.
Em 1935, a empresa inglesa doou, ao poder público, um terreno 75 000 metros quadrados para a construção do Estádio Municipal Paulo Machado de Carvalho (mais conhecido por seu nome antigo, Estádio Municipal do Pacaembu). Projetada pela Companhia Severo e Villares, a obra foi concluída em 1938, sendo inaugurada em 27 de abril de 1940, com a presença do então presidente da república, Getúlio Vargas, o qual foi recebido por estrondosa vaia pelos paulistas. Na época, era o maior estádio da América Latina. Quatro anos mais tarde, uma parte significativa dos terrenos do bairro fora comprada, tornando-se um dos endereços preferidos da alta sociedade paulistana.
Na Rua Angatuba, se localiza o Nacional Clube, na mansão do antigo banqueiro Orozimbo Octavio Roxo Loureiro, bem em frente à antiga fazenda de chá Wanderley (hoje, Fundação da Faculdade de Medicina da Universidade de São Paulo). Fundado em 18 de dezembro de 1958 o clube foi construído com requintes de luxo e cuidados com os melhores materiais, acabamentos e móveis, pelo Dr. Roxo Loureiro contando com o arquiteto Jacques Pilon e os paisagistas e decoradores Burle Marx e Di Cavalcanti
A partir da década de 1970, algumas de suas vias ganharam caráter comercial e de serviços, caso da Avenida Pacaembu.
As ruas sinuosas e a vegetação diversa levaram ao tombamento do bairro pelos órgãos de patrimônio histórico no ano de 1991. Quando o Conselho de Defesa do Patrimônio Histórico, Arqueológico, Artístico e Turístico tombou o bairro com a justificativa de sua intensa arborização das ruas e praças públicas, à grande área de solo permeável e a sua baixa taxa de densidade populacional. O tombamento abrange o atual traçado urbano, a vegetação arbórea, o padrão de ocupação do lote e o belvedere público localizado na Rua Inocêncio Unhate. Este decreto evitou alterações em suas vias e modificações na estrutura das edificações, dentre outras minuciosas especificações. Houve um outro processo de tombamento em 1994 que tornou o Estádio, seu complexo esportivo e a praça Charles Miller, patrimônios tombados do Estado de São Paulo, também contemplou o muro do Cemitério do Araçá, pois perfazem o mesmo traçado viário planejado nos anos 1930.
As Casas Modernistas do bairro, localizadas na Rua Bahia, 1126, e Rua Itápolis, 961, são marcos da arquitetura moderna no Brasil. Projetadas por Gregori Warchavchik, as casas foram concluídas em 1930 e refletem a pureza do estilo moderno, característico de sua obra. A residência da Rua Itápolis, de pequenas proporções e dois pavimentos, foi palco de uma exposição de arte moderna no ano de sua conclusão. A casa da Rua Bahia, de grandes dimensões, está situada em um lote com grande desnível, resultando em uma edificação com quatro pisos, incluindo um subsolo. Essas casas são consideradas importantes exemplares da arquitetura modernista e estão protegidas por tombamento, conforme o Processo 29826/92, com resolução de tombamento ex-offício em 31/01/1994, inscritas no Livro do Tombo Histórico sob o número 272, página 70, em 25/3/1987.
A Antiga Unidade Sampaio Viana da Febem e Área Verde, localizada na Rua Angatuba, 756, ocupa uma área de 216 mil metros quadrados, parte da antiga chácara Wanderley. Criado em 1895 pela Santa Casa de Misericórdia de São Paulo, o Asilo dos Expostos foi substituído por uma edificação mais sólida projetada pelo Escritório Ramos de Azevedo por volta de 1910. O complexo incluía salas de aula, diretoria, médico, dentista, farmácia, sala de curativos e rouparia, além de pavilhões laterais para leitos. O tombamento abrange os edifícios de administração, serviços, pavilhão de dormitórios, capela, berçário e área verde, conforme o Processo 25074/86, com resolução de tombamento SC-62 de 22/06/98, inscrito no Livro do Tombo Histórico sob o número 325, página 82.
Durante a pandemia de COVID-19, a presença de saguis chamou a atenção dos paulistanos em bairros como Vila Madalena, Morumbi e no bairro. Com a redução do tráfego de veículos, esses primatas se tornaram uma atração para os moradores. Especialistas alertaram para a importância de não alimentar animais silvestres.

## Atualidade
O Pacaembu é um dos bairros mais valorizados da capital paulista, e residência de moradores das classes média-alta e alta. Os preços dos imóveis variam de 600 000 a 6 000 000 de reais. O bairro é famoso por suas opções gastronômicas, culturais e de lazer, proporcionando uma excelente qualidade de vida aos seus moradores. De perfil estritamente residencial, sendo uma zona ZER-1 (Zona Estritamente Residencial do tipo I), que são porções do território destinadas ao uso exclusivamente residencial de habitações unifamiliares, com densidade demográfica baixa. Esta zona se caracteriza pela ausência dos usos não residenciais e pela baixa densidade, sendo que alguns bairros contam com intensa arborização (bairro-jardim). É classificado  pelo Conselho Federal de Corretores de Imóveis como "Zona de Valor A", tal como outros bairros nobres da cidade, exemplo de: Higienópolis, Jardim América e Moema.
Possui uma população bairrista, representada pela "Associação Viva Pacaembu por São Paulo" e pela "Associação dos Moradores e Amigos do Pacaembu, Perdizes e Higienópolis", que defendem os interesses de seus moradores. Estas organizações não governamentaiss já lutaram contra: mudanças na resolução do tombamento histórico do bairro, construção de estabelecimentos educacionais, verticalização do bairro, poluição visual, eventos no estádio do Pacaembu, e até quiseram influir no destino do mesmo estádio.
Ocorre anualmente na Praça Charles Miller a Feira do Livro no Pacaembu desde 2022. Em 2024, o evento se estende de cinco para nove dias, com cerca de 150 expositores e participação de autores como Christian Dunker e Jeferson Tenório. O evento oferece uma ampla programação e os bate-papos são transmitidos no YouTube.
O estádio do Pacaembu vendeu seus naming rights por R$ 1 bilhão, passando a se chamar Mercado Livre Arena. Este acordo de 30 anos é o maior valor contratual da história da compra de naming rights de uma arena de futebol no Brasil. As obras no estádio, iniciadas em 2021, estão atrasadas. Com a privatização do Pacaembu, o complexo deixará de ser administrado pelo município e ficará sob responsabilidade da concessionária Allegra Pacaembu.  Frequentadores precisarão de uma carteirinha digital para acessar as instalações, mas o acesso à piscina, quadras, ginásios e pistas de cooper continuará gratuito.
Pacaembuenses em 2023 instalaram cancelas em uma rua para controlar o acesso de carros, como medida para combater a violência na região, que tem visto um aumento nos assaltos. A rua Itaperuna, com cerca de 200 metros de extensão e habitada por 11 famílias, teve a instalação das cancelas apoiada unanimemente pelos moradores, que também arcaram com as despesas. A prefeitura de São Paulo, no entanto, afirmou que não houve autorização para a instalação e que o equipamento terá de ser retirado. A medida é baseada na "lei das vilas", que permite a restrição de circulação em ruas sem saída e sem impacto no trânsito local, mas a solicitação deve ser analisada pela CET. Nos primeiros cinco meses do ano, a região do 23º distrito policial (Perdizes) registrou um aumento de 18% nos casos de roubos em comparação com o mesmo período do ano anterior. Em contrapartida, os roubos e furtos a residências caíram 40,24% entre janeiro e maio deste ano em comparação com 2023.
No bairro, foi criado um dos quitutes mais apreciados pelos brasileiros: o brigadeiro.
O bairro ganhará uma estação da Linha 6 do Metrô de São Paulo, atualmente em obras. Durante as escavações para a construção dessa linha, foram encontrados diversos itens arqueológicos que revelam aspectos da história de São Paulo.  A futura Estação FAAP–Pacaembu é uma das paradas previstas para essa linha, que promete melhorar significativamente o transporte público na região.  A estação ficará localizada na confluência entre as ruas Ceará e Sergipe, onde atenderá o Mercado Livre Arena Pacaembu.
Personalidades conhecidas na capital constam como seus habitantes: Ruy Mesquita (1925 - 2013), jurista, jornalista; Antônio Sílvio da Cunha Bueno (1918 - 1981), advogado, político, empresário; Cássio Egídio de Queirós Aranha (1899 - 1976), jurista, político; Guilherme de Almeida (1890 - 1969), jurista, poeta, jornalista; Dener Pamplona de Abreu (1936 - 1978), estilista; Sergio Buarque de Holanda (1902-1982), historiador e os ex-governadores do Estado de São Paulo:o empresário Laudo Natel (1920 - 2020)  e o promotor público Luíz Antônio Fleury Filho (1949 - 2022).